# Arnaudville
Arnaudville è un comune degli Stati Uniti d'America, situato nello Stato della Louisiana, diviso tra la parrocchia di St. Landry e la parrocchia di St. Martin.